# ان‌جی‌سی ۱۳۹۸
ان‌جی‌سی ۱۳۹۸ (انگلیسی: NGC 1398) نام یک کهکشان در صورت فلکی کوره است.